# Jackhallia argentinae
Jackhallia argentinae är en tvåvingeart som beskrevs av Akira Nagatomi och Liu 1994. Jackhallia argentinae ingår i släktet Jackhallia och familjen fönsterflugor. Inga underarter finns listade i Catalogue of Life.